# Danthonia annableae
Danthonia annableae là một loài thực vật có hoa trong họ Hòa thảo. Loài này được P.M.Peterson & Rúgolo mô tả khoa học đầu tiên năm 1993.